# Скрябинки
Скря́бинки, также Скря́бенки (бел. Скрабiнкi, Скрабенкi) — деревня в Червенском районе Минской области. Входит в состав Червенского сельсовета.

## Географическое положение
Находится примерно в 11 километрах юго-восточнее райцентра, в 74 км от Минска и в 30 км от железнодорожной станции Пуховичи линии Минск—Осиповичи.

## История
Согласно переписи населения Российской Империи 1897 года застенок в Пуховичской волости Игуменского уезда Минской губернии, где было 14 дворов, проживали 105 человек. На начало XX века упоминается как околица, насчитывавшая 15 дворов и 92 жителя. На 1917 год деревня, здесь было 23 двора, 110 жителей. С февраля по декабрь 1918 года деревня была оккупирована немецкими войсками, с августа 1919 по июль 1920 — польскими. 24 августа 1924 года она вошла в состав вновь образованного Гребенецкого сельсовета Червенского района Минского округа (с 20 февраля 1938 — Минской области). Согласно переписи населения СССР 1926 года насчитывалось 22 двора, проживали 104 человека. В 1930 году в деревне организован колхоз имени Феликса Дзержинского, на 1932 год в его состав входили 35 крестьянских хозяйств. Во время Великой Отечественной войны деревня была оккупирована немецко-фашистскими захватчиками в начале июля 1941 года, 7 её жителей не вернулись с фронта. Освобождена в начале июля 1944 года. На 1960 год здесь насчитывалось 110 жителей. На 1980-е годы деревня входила в состав совхоза «Гребенецкий». На 1997 год 19 домов, 58 жителей. 30 октября 2009 года в связи с упразднением Гребенецкого сельсовета передана в Червенский сельсовет. На 2013 год 14 жилых домов, 54 жителя.

## Население
- 1897 — 14 дворов, 105 жителей
- начало XX века — 15 дворов, 92 жителя
- 1917 — 23 двора, 110 жителей
- 1926 — 22 двора, 104 жителя
- 1960 — 110 жителей
- 1997 — 19 дворов, 58 жителей
- 2013 — 14 дворов, 54 жителя

## Известные уроженцы
- Матусевич, Мария Мамертовна — белорусская подпольщица и партизанка бригады «За Родину» имени А. К. Флегонтова